# Die Heineken Entführung
Die Heineken Entführung (Originaltitel: De Heineken ontvoering) ist ein niederländisches Krimi-Drama des Regisseurs Maarten Treurniet aus dem Jahr 2011, das von der Entführung von Alfred Heineken handelt. Die Hauptrollen spielten Rutger Hauer, Reinout Scholten van Aschat, Gijs Naber, Teun Kuilboer und Korneel Evers. Der Film ist inspiriert durch wahre Begebenheiten, die sich im Jahr 1983 in Amsterdam abgespielt haben. Im Jahr 2015 erschien der britisch-niederländische Spielfilm Kidnapping Freddy Heineken, der ebenfalls die Entführung Heinekens thematisiert.

## Handlung
Die drei Freunde Cor van Hout, Frans Meijer und Jan Boellaard planen 1983 eine Entführung, um Lösegeld zu erpressen, sind sich aber bei der Wahl ihres Opfers noch uneinig. Als sie sich an ihrem Arbeitsplatz, einem holzverarbeitenden Betrieb, über ihre Pläne austauschen, erfährt der dort ebenfalls tätige Rem Hubrechts, Bruder von Cors Freundin, zufällig etwas von ihrem Vorhaben. Rem hegt einen Groll gegen den Biermagnaten Alfred Heineken. In dessen Unternehmen gelte die ungeschriebene Regel, Außendienstmitarbeiter müssten mit den Wirten gemeinsam Alkohol trinken, um den Absatz zu steigern. Rems Vater wurde aufgrund dieser Praktiken alkoholkrank und infolgedessen wegen Alkoholismus aus Heinekens Unternehmen entlassen. Ohne Wissen der anderen drei Männer lotet Rem daher die Möglichkeit aus, Alfred Heineken zu entführen.
Rem beobachtet den Firmenchef und notiert akribisch seine Erkenntnisse über dessen Gewohnheiten und Tagesabläufe. Schließlich schlägt er Cor, Frans und Jan vor, Heineken als Entführungsopfer zu wählen. Er ist bereit, seine Erkenntnisse mit den dreien zu teilen, will aber im Gegenzug bei der Entführung mitmachen. Zwar äußern Frans und Jan Bedenken, stimmen aber letztlich zu, da Rem von Cor als vertrauenswürdig eingeschätzt wird. Frans äußert den Vorschlag, neben Heineken auch dessen Chauffeur Ab Doderer zu entführen, um ihn beim Lösegeldaustausch als Pfand einsetzen zu können.
Als Vorbereitung für die Entführung baut Jan am hinteren Ende seiner Lagerhalle verborgen hinter einer hölzernen Rückwand mit versteckter Tür zwei schalldichte Zellen, die jeweils mit einem Feldbett, einer Camping-Toilette sowie Kamera und Lautsprechern ausgestattet sind.
Dann kommt der Tag der Entführung Heinekens. Die Entführer lauern ihm vor seinem Unternehmenssitz in Amsterdam auf, überwältigen Heineken sowie dessen Fahrer und zerren sie in einen wartenden Lieferwagen. Ein Taxifahrer wird Zeuge der Entführung und folgt den Tätern. In einer Unterführung verlassen alle sechs Männer den Lieferwagen, setzen diesen in Brand und feuern Schüsse auf den Taxifahrer ab, um den Verfolger abzuschütteln. Jenseits der Unterführung haben sie zwei gestohlene PKW geparkt, mit denen sie die Flucht fortsetzen. In der Lagerhalle angekommen, werden Heineken und Doderer in separaten Zellen mit einer Fußfessel angekettet. Die Entführer achten dabei darauf, dass sie mit den Entführten nicht sprechen, sondern ausschließlich schriftlich kommunizieren, und ihr Gesicht hinter dem heruntergelassenen Visier von Motorradhelmen verbergen.
Rem, der die Entführten die meiste Zeit bewacht, offenbart sukzessive seinen impulsiven, sadistischen bis gewalttätigen Charakter. Heinekens Zelle bespielt er über die Lautsprecher mit Musik, die dem Firmenchef nicht gefällt, gelegentlich schaltet er den oberhalb der Zelle angebrachten Ventilator ab, um per Videoüberwachung die Erstickungsangst des Entführten zu beobachten. Das Verhalten, das Rem gegenüber Heineken an den Tag legt, wiederholt sich auch in alltäglichen Situationen. Als er sich während einer Fahrprüfung von seinem Prüfer ungerecht behandelt fühlt, verpasst er dem Prüfer eine blutige Nase.
Nach einigen Tagen wird Rem von Heineken Geld dafür angeboten, ihn freizulassen. Rem lehnt das Angebot nicht nur ab, sondern kann seine Wut nicht zügeln, so dass er Heinekens Kopf packt und in die Schüssel der Camping-Toilette taucht, um den Entführten zu demütigen.
Die Unternehmensleitung des Heineken-Konzerns geht zunächst nicht auf die Lösegeldforderung ein. Als Heineken davon erfährt, ergreift er die Initiative, bittet um Papier und Stift und setzt ein Schreiben auf, in dem er die Zahlung in Höhe von 35 Millionen Gulden aus seinem Privatvermögen anordnet, um freizukommen. Schließlich wird den Entführern das Geld wie gefordert in mehreren Müllsäcken verpackt bei nächtlicher Dunkelheit von einer Brücke herabgeworfen. Sie verstecken das Geld in Fässern, die sie zuvor im Wald vergraben haben.
Derweil wird die Polizei bei den Eltern von Rem vorstellig, die ihren Sohn wegen dessen Übergriff gegen seinen Fahrprüfer suchen. Schnell weiten sie ihre Suche auch auf Rems Arbeitsplatz aus. Als die Entführer bemerken, dass ihnen die Polizei folgt, beeilen sie sich, Beweismittel im Schuppen zu vernichten und das Lösegeld zu holen. Cor bringt seine hochschwangere Frau zur Entbindung ins Krankenhaus und flüchtet anschließend zusammen mit Rem nach Frankreich. Zwischenzeitlich gelingt es der Polizei, Heineken und Doderer zu finden, zu befreien und damit ihre 21-tägige Entführung zu beenden.
Jan und Frans werden in den Niederlanden festgenommen. Frans hat zuvor seinen Teil des Lösegeldes am Strand verbrannt. Er wird zur Beobachtung in eine psychiatrische Anstalt eingeliefert, aus der er entkommen kann.
Weil Rem seine Eltern und seine Freundin aus Paris von einem öffentlichen Fernsprecher anruft und diese Anrufe zurückverfolgt werden, gelingt es der französischen Polizei, Cor und Rem festzunehmen. Frankreich nimmt keine Auslieferung der Entführer an die Niederlande vor, sondern stellt sie vorübergehend in einem Hotel unter Arrest. Heineken ist mit diesen Entwicklungen höchst unzufrieden. Er befragt Rems Freundin, während sich diese in Polizeigewahrsam befindet. Zudem besucht er hochrangige Minister, um ihnen den Vorschlag seiner Frau zu unterbreiten, die Entführer mögen aus Frankreich auf die Karibikinsel St. Martin verlegt werden. Hier befindet sich die weltweit einzige Stelle, an der mit Saint-Martin und Sint Maarten sowohl französisches als auch niederländisches Territorium unmittelbar aneinander grenzen. Sollten die Entführer dazu gebracht werden können, im niederländischen Teil zu landen, könnte die dortige Polizei sie festnehmen und in die Niederlande überstellen.
Es gelingt Cor und Rem jedoch, den Plan der Behörden zu durchschauen, weswegen sie sich weigern, den französischen Teil des Inselstaates zu verlassen. Heineken, der zwischenzeitlich mit seiner Frau ebenfalls nach Saint Martin gereist ist, lässt die Bevölkerung per Radiobeitrag auffordern, gegen die Abschiebung europäischer Krimineller auf ihre Insel zu protestieren. Als sich Cor und Rem mit einem Lynchmob konfrontiert sehen, flüchten sie in den niederländischen Teil der Insel. Um die Hintergründe für seine Entführung zu ergründen, sucht Heineken in Zusammenarbeit mit der Polizei ein Gespräch mit Rem und fragt ihn nach der Ursache seines Hasses auf ihn. Rem zeigt sich uneinsichtig und gefühlskalt.
Heineken erkundigt sich zudem bei einem leitenden Mitarbeiter, ob es tatsächlich ein ungeschriebenes Gesetz in seinem Unternehmen gäbe, das Außendienstmitarbeiter nötige, Alkohol mit den von ihnen belieferten Wirten zu konsumieren. Eine solche Praktik sei nicht bekannt, werde aber intern untersucht werden, heißt es.

## Hintergrund
Der Film wurde an Originalschauplätzen in Amsterdam gedreht, darunter am Eikenplein 2, dem Sitz der Firma Heineken, in der Linnaeusstraat 88, wo sich die Bar befindet, die die Kidnapper aufsuchen, sowie am Amstel Hotel, Professor Tulpplein 1, dem Ort, an dem die Kidnapper die Fahrzeuge am Tunnel tauschen. Weitere Szenen, die in Sint Maarten spielen, entstanden in Südafrika.
In Belgien lief der Film am 26. Oktober 2011 an, einen Tag später fand der offizielle Filmstart in den Niederlanden statt. In Taiwan wurde er am 9. November 2012 beim Golden Horse Film Festival und in den Niederlanden am 25. September 2020 beim Niederländischen Filmfestival gezeigt. In Deutschland erschien der Film am 30. März 2015 auf DVD und Blu-ray Disc und wurde am 24. März 2016 erstmals im Free TV gezeigt.
Das Budget des Films wird auf 4,5 Millionen Euro geschätzt, während sich das weltweite Einspielergebnis auf knapp 3,5 Millionen US-Dollar beläuft.
Der Entführer Willem Holleeder beantragte eine einstweilige Verfügung, um den Film verbieten zu lassen. Jan Boellaard, Frans Meijer und Martin Erkamps forderten zudem, dass die Produktionsfirma IDTV den Film nicht zeigen sollte, da er ihrer Meinung zufolge nicht hinreichend wahrheitsgetreu wäre. Sowohl die einstweilige Verfügung als auch die weiteren Anträge blieben erfolglos.
Da der fünfte Entführer Martin Erkamps keine Rolle im Film spielt, wurde dessen Spitzname „Remmetje“ für die Rolle des Rem Hubrechts verwendet. Diese Rolle ist Angaben der Filmemacher zufolge ein Zusammenschluss von Holleeder und Erkamps, der zur Verstärkung der Dramatik des Films vorgenommen wurde.

## Soundtrack
Am 15. Oktober 2011 wurde der Soundtrack zum Film von Tom Holkenborg (Junkie XL) mit 23 Musiktiteln und einer Gesamtspieldauer von 61:23 Minuten veröffentlicht. Er enthält die Musik aus dem Film sowie den zusätzlichen Musiktitel Me Again von Franklin Brown.
| Nr. | Titel                     | Dauer |
| --- | ------------------------- | ----- |
| 1.  | 1983 Heineken Main Title  | 2:19  |
| 2.  | Rem’s Accident            | 2:51  |
| 3.  | Rem Joins the Gang        | 3:30  |
| 4.  | Becoming a Kidnapper      | 1:35  |
| 5.  | Observation 1             | 2:57  |
| 6.  | Observation 2             | 1:30  |
| 7.  | The Assault               | 3:33  |
| 8.  | Rem Tortures Heineken     | 4:06  |
| 9.  | Rem’s Planning His Future | 4:04  |
| 10. | Rem Attacks Heineken      | 2:33  |
| 11. | Failed Money Delivery     | 2:41  |
| 12. | Fan On Or Off             | 1:44  |
| 13. | Rem Tells His Parents     | 2:29  |
| 14. | Detectives Find Heineken  | 3:25  |
| 15. | Heineken Comes Home       | 1:54  |
| 16. | Back to the Office        | 1:32  |
| 17. | In French Court           | 2:46  |
| 18. | Saint Martin’s Boat Ride  | 1:34  |
| 19. | The Manhunt Begins        | 2:28  |
| 20. | On the Run                | 2:49  |
| 21. | Heineken’s Wife           | 2:33  |
| 22. | Heineken Confronts Rem    | 3:30  |
| 23. | Me Again                  | 3:00  |

## Synchronisation
Die deutschsprachige Synchronisation übernahm Digital Media Technologie aus Hamburg. Kerstin Draeger führte die Dialogregie. Klaus Schönicke schrieb das Dialogbuch.
| Rolle                    | Schauspieler                | Synchronsprecher  |
| ------------------------ | --------------------------- | ----------------- |
| Alfred Heineken          | Rutger Hauer                | Reent Reins       |
| Cor van Hout             | Gijs Naber                  | Daniel Welbat     |
| Frans Meijer             | Teun Kuilboer               | Rasmus Borowski   |
| Jan Boellaard            | Korneel Evers               | Nils Rieke        |
| Rem Hubrechts            | Reinout Scholten van Aschat | Jannik Endemann   |
| Lucille Cummins-Heineken | Truus te Selle              | Micaëla Kreißler  |
| Els                      | Marjolein Keuning           | Dagmar Dreke      |
| Lisa                     | Sallie Harmsen              | Mia Diekow        |
| Ab Doderer               | Menno Van Beekum            | Michael Bideller  |
| Herr Hubrechts           | Ton Kas                     | Wolfgang Häntsch  |
| Frau Hubrechts           | Beppie Melissen             | Carla Becker      |
| Sonja                    | Laurie Reijs                | Kerstin Draeger   |
| Kees Sietsma             | Marcel Hensema              | Achim Buch        |
| Frits Korthals Altes     | Genio de Groot              | Jürgen Holdorf    |
| Max Moszkowicz           | Porgy Franssen              | Kai Henrik Möller |

## Rezeption
Die Redaktion der Cinema sah einen Film, der sich grob in zwei große Kapitel gliedern lässt, „die erste Hälfte schildert den Hergang der Tat aus Sicht der Kidnapper“, dann kommt es zum Wechsel und es „wird aus dem Opfer ein Jäger“, denn „Heineken greift aktiv in die Hatz auf seine Peiniger ein, was zum erfundenen Teil der Story gehört“. Der Film sei ein „solider Thriller mit starkem Hauer“, denn dieser zeige in der Hauptrolle eine „wuchtige Präsenz“. Die Redaktion vergab vier von fünf möglichen Punkten.
Nach Urteil von Moviepilot bringt Die Heineken Entführung eine „actiongeladene Story“ auf die Leinwand und freut sich über die Besetzung der Titelrolle mit Rutger Hauer, denn „Zeit wird es, dass der chronisch unterschätzte Schauspieler mal wieder eine Hauptrolle erhält“.
Der Deutsche Pressestern vertritt die Meinung, bei dem Film handele es sich um eine „großartige Verfilmung einer wahren Begebenheit“, denn er sei ein „packender Kidnapping-Thriller mit Starbesetzung“. Der Film „basiert auf wahren Ereignissen und erzählt die Geschichte eines der berüchtigtsten Verbrechen in Europa“, nämlich „die nervenzerreißende Entführung Heinekens“, die „authentische Einblicke in das Leben eines mächtigen Unternehmers“ gibt, „der nichts mehr verspürt als das bittere Gefühl nach Rache“. Ihr Fazit lautet, „der aufwendig inszenierte und historisch detailgetreue Thriller über die Entführung des berühmten Brauerei-Erben Alfred Heineken erweckt die Ereignisse von damals zu neuem Leben.“
Nach Einschätzung der Redaktion der Kinofilmwelt nimmt der Film die Entführung von Alfred Heineken „zum Ausgangspunkt für eine fiktive Geschichte, die nicht den Anspruch erhebt, eine Rekonstruktion der realen Ereignisse zu sein“. Der Film „macht zunächst Eindruck mit der sorgfältigen Planung der Entführung, schockiert aber gleichzeitig durch die unerbittliche Brutalität, mit der jeder einzelne der Täter zu Werke geht, sobald ihm jemand in die Quere kommt.“ Die Erzählung erfolgt „weitgehend chronologisch“, weswegen es während der Lösegeldverhandlungen „gegen Mitte des Films zu einer dramaturgischen Durststrecke“ kommt. Anschließend „wird es mit der überstürzten Flucht des Täter-Quartetts wieder turbulenter“. „Psychologische Tiefe fehlt weitgehend“, räumt die Redaktion ein, „denn ein Motiv abseits vom schnellen Geld blitzt nur bei einem der Entführer durch, dessen Vater jahrelang für den Brauereikonzern gearbeitet hat, der aber nun krank und gebrechlich ist u.a. weil er vorgeblich für den Konzern mit den Kneipiers trinken musste.“

## Auszeichnungen
Der Film wurde mit mehreren Auszeichnungen versehen.
Gouden Film und Platina Film 2011
- Gouden Film für 100.000 Zuschauer
- Platina Film für 400.000 Zuschauer

Niederländisches Filmfestival 2012
- Goldenes Kalb in der Kategorie Bester Schnitt für J. P. Luijsterburg, Bestes Produktionsdesign für Wilbert Van Dorp und Bester Schauspieler für Reinout Scholten van Aschat
- Nominierung für das Goldene Kalb in der Kategorie Bestes Sound Design für Peter Warnier, Beste Musik für Junkie XL und Beste Nebendarstellerin für Truus te Selle
- Nominierung für den Film Poster Award für Maarten Treurniet

Rembrandt Awards 2012
- Auszeichnung in der Kategorie Bester niederländischer Schauspieler für Rutger Hauer
- Nominierung in der Kategorie Bester niederländischer Film für Maarten Treurniet
- Nominierung in der Kategorie Beste niederländische Schauspielerin für Sallie Harmsen
- Nominierung in der Kategorie Bester niederländischer Schauspieler für Reinout Scholten van Aschat
- Nominierung in der Kategorie Bester niederländischer Schauspieler für Teun Kuilboer
- Nominierung in der Kategorie Bester Filmsong für Trijntje Oosterhuis